# Paul Bredow
Paul Bredow (dicembre 1902 – Gottinga, dicembre 1945) è stato un militare tedesco, sergente delle SS e perpetratore dell'Olocausto. Operò nel campo di sterminio di Treblinka durante l'Operazione Reinhard in Polonia.

## Biografia
Bredow prestò servizio presso i centri di sterminio di Grafeneck e Hartheim. Arrivò a Treblinka insieme a Franz Stangl con il primo gruppo delle SS tedesche, dove prestò servizio fino alla primavera del 1943: Bredow fu il capo dell'unità Kommando Rot, preposta allo smistamento dell'abbigliamento presso la Baracca A nella zona 2 del campo Auffanglager, e venne ricordato dai sopravvissuti per la sua crudeltà. Nella primavera del 1943 fu trasferito a Sobibor, dove fu messo a capo del "Lazaret". Il suo hobby fu il tiro al bersaglio degli ebrei con la pistola, circa cinquanta al giorno, pratica che fu pienamente approvata dal suo superiore Christian Wirth.
Bredow fu trasferito nel campo di concentramento della risiera di San Sabba a Trieste, nella zona d'operazioni del Litorale adriatico, prima della fine della guerra. Tornò in Germania dopo la guerra e lavorò per alcuni mesi come falegname insieme al suo amico delle SS Frenzel a Gießen fino al novembre 1945. Nel dicembre 1945 rimase ucciso in un incidente a Gottinga.